# Karl Petter Løken
Karl Petter "Kalle" Løken, född 14 augusti 1966, är en norsk civilingenjör och före detta fotbollsspelare. Sedan 2022 är han generalsekreterare i Norges fotbollsförbund.
Løken spelade större delen av sin fotbollskarriär för Rosenborg. Han hade flyttat till Trondheim för att studera till civilingenjör vid Norges tekniske høgskole. Med Rosenborg vann Løken Tippeligaen sju gånger. Han vann skytteligan i serien säsongen 1991.
Han spelade därtill 36 matcher för det norska landslaget och var med i deras trupp till VM 1994, Løken fick dock inte någon speltid i mästerskapet.
Mellan 1996 och 2018 arbetade Løken som expertkommentator för NRK.  Han kombinerade kommentatorsjobbet med att arbeta inom olje- och gasbranschen för bland andra Statoil, Hydro och Lundin Energy. Løken blev 2018 vd för företaget Kvaerner, som 2020 gick upp i Aker Solutions.
Han blev 2022 utsedd till generalsekreterare för Norges fotbollsförbund.